# Mangfallgebirge
Das Mangfallgebirge ist der östlichste Teil der Bayerischen Voralpen, die zu den Nördlichen Kalkalpen gehören. Namensgebend ist die Mangfall, die mit ihren Zuflüssen Rottach, Weißach, Schlierach und Leitzach große Teile des Gebiets entwässert und ein wichtiges Trinkwasserreservoir für München bildet.

## Geographie

### Geographische Lage
Die Gebirgsregion ist im Westen durch das Isartal, im Osten durch das Inntal und im Süden durch die Brandenberger Alpen (den Rofan) begrenzt. Nördlich des Mangfallgebirges schließt sich das Alpenvorland an. Das Gebiet hat eine Fläche von 752,40 km².
Das Mangfallgebirge wird in die Tegernseer Berge (von der Isar bis zur Linie Tegernsee−Rottach−Weiße Valepp), Schlierseer Berge (bis zum Leitzachtal) und die Wendelsteingruppe (zwischen Leitzachtal, Ursprungtal und Inntal) unterteilt.
Der Schwerpunkt liegt im Landkreis Miesbach. Im Westen haben die Gemeinden Lenggries und Gaißach im Landkreis Bad Tölz einen Anteil am Mangfallgebirge. Im Osten hat der Landkreis Rosenheim einen Anteil.

### Schutzgebiete
Im Mangfallgebirge liegt unter anderem der Naturwald Blaubergkopf, der einen der letzten Primärwälder Bayerns beherbergt. 

### Gipfel
Der höchste Gipfel des Mangfallgebirges ist das in Tirol gelegene, 1986 m ü. A. hohe Hintere Sonnwendjoch. Der höchste Gipfel auf bayerischem Gebiet ist die Rotwand mit 1884 m ü. NHN, einer der beliebtesten Hausberge der Münchner zu jeder Jahreszeit. Der Wendelstein liegt wenige Kilometer weiter nordöstlich der Rotwand, ist jedoch von ihr durch das Leitzachtal getrennt. Ein beliebtes Ausflugsziel ist der Brünnstein. Beliebte Klettergipfel sind die Ruchenköpfe, Roß- und Buchstein und der Plankenstein.
Nachstehend sind die Gipfel des Mangfallgebirges sortiert nach Höhe in Metern (m) über Normalhöhennull (NHN) bzw. Adria:
- Hinteres Sonnwendjoch (1986 m), Bezirk Kufstein (Tirol)
- Krenspitze (1972 m), Bezirk Kufstein (Tirol)
- Rotwand (1884 m), Landkreis Miesbach
- Hochmiesing (1883 m), Landkreis Miesbach
- Halserspitz (1862 m), Landkreis Miesbach
- Großer Traithen (1852 m), Landkreis Rosenheim/Landkreis Miesbach
- Wendelstein (1838 m), Landkreis Miesbach/Landkreis Rosenheim
- Risserkogel (1826 m), Landkreis Miesbach
- Bärenjoch (1813 m), Bezirk Kufstein (Tirol)
- Schinder (1808 m), Landkreis Miesbach
- Ruchenköpfe (1805 m), Landkreis Miesbach
- Frechjoch (1788 m), Bezirk Kufstein (Tirol)
- Blaubergkopf (1787 m), Kreuth, Landkreis Miesbach und Achenkirch, Bezirk Schwaz (Tirol)
- Veitsberg (1787 m), Bezirk Kufstein (Tirol)
- Thalerjoch (1775 m), Bezirk Kufstein (Tirol)
- Plankenstein (1768 m), Landkreis Miesbach
- Aiplspitz (1759 m), Landkreis Miesbach
- Wildenkarjoch (1747 m), Bezirk Kufstein (Tirol)
- Jägerkamp (1746 m), Landkreis Miesbach
- Lacherspitze (1724 m), Landkreis Rosenheim
- Wallberg (1722 m), Landkreis Miesbach
- Wildalpjoch (1720 m), Landkreis Rosenheim
- Kreuzberg (1717 m), Bezirk Kufstein (Tirol)/Landkreis Miesbach (Bayern)
- Schönfeldjoch (1716 m), Bezirk Kufstein (Tirol)
- Trainsjoch (1708 m), Landkreis Miesbach (Bayern)/Bezirk Kufstein (Tirol)
- Setzberg (1706 m), Landkreis Miesbach
- Roß- und Buchstein (1698 m und 1701 m), Landkreis Miesbach
- Brecherspitz (1683 m), Landkreis Miesbach
- Bodenschneid (1669 m), Landkreis Miesbach
- Hirschberg (1668 m), Landkreis Miesbach
- Schmalegger Joch (1633 m), Bezirk Kufstein (Tirol)
- Breitenstein (1622 m), Landkreis Rosenheim
- Brünnstein (1619 m), Landkreis Rosenheim
- Rinnerspitz (1611 m), Landkreis Miesbach
- Stolzenberg (1609 m), Landkreis Miesbach
- Schildenstein (1613 m), Landkreis Miesbach
- Auerkamp (1607 m), Landkreis Bad  Tölz
- Fockenstein (1564 m), Landkreis Bad Tölz
- Wasserspitz (1552 m), Landkreis Miesbach
- Stümpfling (1506 m), Landkreis Miesbach
- Geierstein (1491 m), Landkreis Bad Tölz
- Rainerkopf (1463 m), Landkreis Miesbach
- Leonhardstein (1452 m), Landkreis Miesbach
- Baumgartenschneid (1448 m), Landkreis Miesbach
- Jackelberg (1412 m) Landkreis Rosenheim
- Dümpfel (1354 m), Landkreis Rosenheim
- Rehleitenkopf (1338 m), Landkreis Rosenheim
- Großer Riesenkopf (1337 m), Landkreis Rosenheim

### Seen
Wie die Alpen insgesamt, wurde auch das Mangfallgebirge stark durch die letzte Eiszeit (Würm-Kaltzeit) geprägt. Es entstanden Seen, wie der Tegernsee oder der Schliersee, und die typischen U-Täler durch Gletscher.

## Erschließung
Das Mangfallgebirge gehört zu den am längsten genutzten Teilen der bayerischen Alpen. Im Umfeld der Rotwand wurden die ältesten menschlichen Artefakte des deutschen Alpenraums gefunden. Auf dem Sattel zwischen Tanzeck und Rauhkopf nördlich der Rotwand wurden zwei Steingeräte, unmittelbar östlich des Soinsees ein weiteres als Lesefund entdeckt. Zwei der Abschläge sind aus Radiolarit, einer ist aus Feuerstein, alle werden in das Beuronien, die älteste Phase der Mittelsteinzeit datiert. Weitere Funde aus der gleichen Zeitstellung sind auf österreichischer Seite nahe dem Hinteren Sonnwendjoch und auf beiden Ufern des Achensees bekannt.

### Skigebiete
Im Mangfallgebirge befinden sich mit dem Sudelfeld und dem Spitzingsee zwei der bedeutendsten deutschen Skigebiete. Weitere Skigebiete befinden sich am Wendelstein, bei Oberaudorf am Hocheck und am Hirschberg bei Kreuth.

### Hütten
Das Mangfallgebirge ist mit einem dichten Hüttennetz erschlossen. Nachstehend sind Berghütten mit Übernachtungsmöglichkeit aufgeführt:
- Aiblinger Hütte (DAV), 1311m
- Brünnsteinhaus (DAV), 1342 m
- Kesselalm (Privat), 1278 m
- Albert-Link-Hütte (DAV), 1053 m
- Obere Firstalm (Privat) 1370 m
- Buchsteinhütte (Privat), 1240 m
- Lenggrieser Hütte (DAV), 1338 m
- Blaubergalm (Privat), 1540 m
- Erzherzog-Johann-Klause (Privat), 814 m
- Alpenvereinshütte Mitteralm (DAV), 1200 m
- Blecksteinhaus (DAV), 1022 m
- Forsthaus Valepp (Privat), 872 m
- Rotwandhaus (DAV), 1737 m
- Bodenschneidhaus (DAV), 1365 m
- Hirschberghaus (Privat), 1530 m
- Tegernseer Hütte (DAV), 1650 m
- Breitenberghütte (Naturfreunde), 1050 m
- Idealhanghütte (Privat), 1550 m
- Wallberghaus (Privat), 1512 m
- Schönfeldhütte (DAV), 1410 m